# みさき病院
みさき病院（みさきびょういん）は、社会医療法人親仁会が福岡県大牟田市に設置する病院。

## 概要
1991年の開院以来、地域の認知症医療・リハビリテーション・在宅医療を中心に行ってきた。また近年では緩和ケアにも力を入れている。144床のうち回復期病床48床、障害者病床44床、地域包括ケア病床4床、療養病床48床である。
全日本民主医療機関連合会（民医連）に加盟している。

## 診療科
(この節の出典)
- 内科
- 胃腸科
- 循環器科
- 呼吸器科
- 神経内科
- 精神科
- 小児科
- 皮膚科
- 放射線科
- リハビリテーション科

## 医療機関の認定
(この節の出典)
- 保険医療機関
- 労災保険指定医療機関
- 指定自立支援医療機関（精神通院医療）
- 身体障害者福祉法指定医の配置されている医療機関
- 生活保護法指定医療機関(中国残留邦人等の円滑な帰国の促進並びに永住帰国した中国残留邦人等及び特定配偶者の自立の支援に関する法律(平成6年法律第30号)に基づく指定医療機関を含む。)
- 原子爆弾被害者一般疾病医療取扱医療機関
- 公害医療機関
- 在宅療養支援病院
- 無料低額診療事業実施医療機関
- 病院群輪番制参加医療機関

## 交通アクセス
- 大牟田駅・新栄町駅より西鉄バス18番「黒崎団地前」行乗車、「深浦」停留所下車徒歩5分

## 関連施設
- 米の山病院 - 社会医療法人親仁会が大牟田市内に設置する病院。